# Mumie med portræt
Mumie med portræt er en mumie med portræt i den ægyptiske samling på Ny Carlsberg Glyptotek, sal 2b, ÆIN 1425. Mumien er 170 cm. lang og er et menneskelegeme, som er indhyllet i linned. Mumieportrættet er malet på lærred med enkaustiske farver. Den stammer fra Hawara i Fayum under W.M.F. Petries udgravning i 1911, hvorfra Ny Carlsberg Glyptotek har erhvervet den. Mumien er dateret på baggrund af portrættets naturalistiske stil, som placerer portrættet, og derved også mumien, i midten af 1. århundrede e.Kr. En mere præcis datering vil være ca. 25-75 e.Kr.
Mumiens yderste lag er mønsterlagt bændler, der dækker de underliggende mumiebind, som ligesom bændlerne består af linned. Lagene indhyller den indtørrede menneskekrop, og holder samtidigt kroppen i facon. Ansigtet er dækket af et portræt i materialistisk stil. Det viser en midaldrende mand med mørkt hår, mørke øjenbryn og øjenvipper, samt mørkt kort skæg på kinder og overlæbe. Han har brune øjne, og hans hud er lys.
Lægelige undersøgelser viser at mumiebindene dækker den udtørrede krop af en midaldrende mand, som døde inden han blev 50 år.